# Gyrtona angusta
Gyrtona angusta är en fjärilsart som beskrevs av Arnold Pagenstecher 1900. Gyrtona angusta ingår i släktet Gyrtona och familjen nattflyn. Inga underarter finns listade i Catalogue of Life.